# Tuc Inferior de Saburó
El Tuc Inferior de Saburó és una muntanya de 2.848 metres que es troba al municipi d'Espot, a la comarca del Pallars Sobirà.